# 가드르-110
가드르-110(Ghadr-110)는 이란의 노동 미사일이다.
이란의 탄도미사일 '카드르 F'는 사거리 약 2000km의 이란의 가장 강력한 미사일 중 하나로 총 중량 1만7000kg 중 탄두 무게는 650kg, 크기는 15m, 직경은 약 1m25cm이다. 액체 연료 엔진을 장착한 이 로켓은 목표물에 도달하는 데 있어 빠른 속도에 도달할 수 있습니다.

## 역사
이란은 북한에서 노동 1호를 수입해서 샤하브 3호를 만들었다. 샤하브 3호의 개량형을 샤하브-3A 또는 가드르-101이라고 부른다. 가드르-101을 개량한 것이 가드르-110이다.
샤하브 3호는 미사일을 발사하기 위해서 세우는 데 몇시간이 걸렸다. 가드르-110은 30분 걸린다.

## 같이 보기
- 샤하브-3
- 에마드 (미사일)